# Ghiacciaio Treskavets
Il ghiacciaio Treskavets è un ghiacciaio lungo circa 2,2 km e largo circa 1,5, situato sull'isola Clarence, nelle isole Shetland Meridionali, un arcipelago antartico situato poco a nord della Penisola Antartica. Il ghiacciaio si trova in particolare sulla costa orientale  dell'isola, poco a sud del ghiacciaio Orcho, dove fluisce verso nord-est a partire dal versante orientale del picco Jerez, nella  cresta Ravelin, fino a entrare in mare poco a sud di punta Gesha.

## Storia
In seguito alla spedizione Tangra 2004/05, il ghiacciaio Treskavets è stato così battezzato nel 2005 dalla commissione bulgara per i toponimi antartici in onore del villaggio di Treskavets, nella Bulgaria nordorientale.